# Sultartangalón
La Sultartangarlón est un lac dans le sud de l'Islande. Il se trouve aux Hautes Terres d'Islande au nord du volcan Hekla. 
Il s'agit d'un réservoir du fleuve Þjórsá. Sa superficie est de 19 km2.

## Référence
1. ↑  (en) « Iceland in statistics » (consulté le 5 juin 2011)